# گل‌حصار (بوردور)
گل‌حصار (به ترکی استانبولی: Gölhisar) شهری است در کشور ترکیه که در استان بوردور واقع شده‌است. جمعیت این شهر بر اساس سرشماری سال ۲۰۰۸ میلادی ۱۳٬۲۵۵ نفر و بر اساس برآوردهای سال ۲۰۰۹ میلادی ۱۳٬۰۰۸ نفر می‌باشد.